# Max Schönherr (Bootsbauer)
Max Schönherr (* 3. November 1893; † 21. Februar 1982) war ein Berliner Bootsbauer.

## Leben
Max Schönherr war der Sohn eines Tischlers und selbst gelernter Möbeltischler. Er führte zunächst das Unternehmen seines Vaters weiter, das er um 1920 übernommen hatte, absolvierte aber nebenbei eine Ausbildung zum Bootsbaumeister und produzierte ungefähr ab 1923 Holzboote. Dazu gehörten Ruder- und Paddelboote, aber auch verschiedene Motorboote, die z. B. als Super-, Standard- und Rundspant-Motorboote beworben wurden. Sie wurden von Innen- oder  Seitenbordmotoren verschiedener Hersteller angetrieben, wobei Schönherr aber auch selbst an der Entwicklung von Schachtmotoren arbeitete. Er stellte seine Produkte regelmäßig auf Messen vor. Werbeaufnahmen von Julius Groß aus dem Jahr 1929 sind erhalten geblieben.
1930 kaufte er ein Grundstück, das ihm unmittelbaren Zugang zum Wasser ermöglichte, in der Regattastraße 55 in Berlin-Grünau, wohin er nun die Produktion verlagerte. In der Friedrichstraße 105 a befanden sich Ausstellungs- und Verkaufsflächen. Offenbar war Schönherr recht erfolgreich: In der ADAC Motorwelt war 1933 in einem Messebericht zu lesen: „Die Motorbootsabteilung ist eigentlich besser beschickt als in den Vorjahren. Allerdings — und das ist als Zeichen der Zeit zu werten — zeigen die meisten Firmen fast nur Kleinboote, dafür aber ganz hervorragendes Fahrzeugmaterial, und zu Preisen, die die Anschaffung eines Motorbootes auch für weiteste Volksschichten in den Bereich der Möglichkeit rücken. [...] An solchen Booten zeigt insbesondere Max Schönherr, Berlin, ausgezeichnete Konstruktionen, von denen ein 5,2-m-Boot, das mit 2-PS-Seitenbordmotor etwa 18 km/Std. erreicht, zum Preise von 295 RM. hervorzuheben ist.“

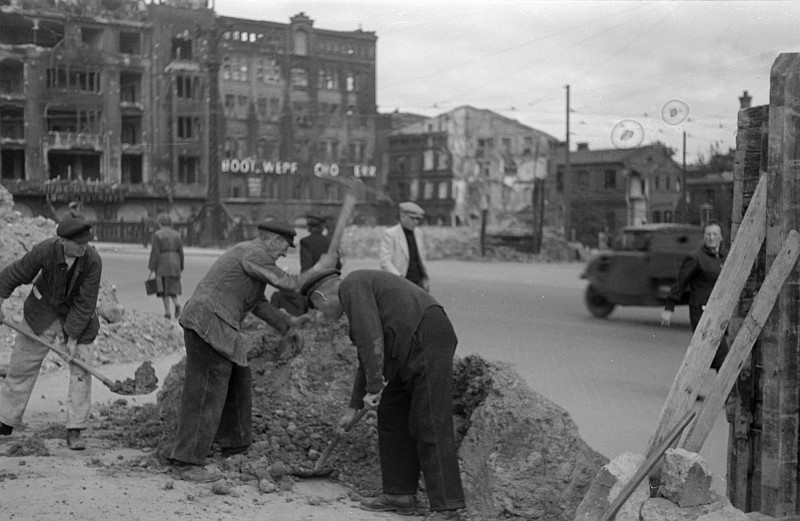
Berlin-Mitte 1945, Blick über die Friedrichstraße zu den Resten des großen weißen Schriftzuges BOOTSWERFT SCHÖNHERR

Die Ausstellungsräume in der Friedrichstraße brannten nach einem Bombenangriff im Jahr 1944 aus; dabei wurden etwa hundert Boote vernichtet. Der Bau von Sportbooten war damals allerdings bereits eingestellt worden. Schönherr fertigte stattdessen Rettungsboote für die Kriegsmarine.
Nach Kriegsende wurde die Bootswerft Max Schönherr zunächst unter Treuhandverwaltung gestellt. 1953 wurde sie zum Volkseigentum erklärt und hieß fortan „Sportbootswerft Grünau“. Unter diesem Namen wurde die Werft schließlich in den Werkteil V der Yachtwerft Berlin-Köpenick integriert. In diesem Werkteil wurden bis 1971 Ruderboote, Jollenkreuzer und Rettungsboote hergestellt.
Max Schönherr verlagerte seinen Betrieb, nachdem er enteignet worden war, nach Spandau an die Adresse Alt-Pichelsdorf 7. Er musste die Bootsproduktion aber in der Nachkriegszeit aufgeben. Allerdings reparierte er noch bis in sein Todesjahr Boote und handelte mit Saga-Booten. Sein Geld verdiente er aber nach dem Krieg auch wieder mit der Herstellung und dem Verkauf von Möbeln und Gebrauchsgegenständen aus Holz.
Das Gelände in Grünau wurde 1991 Max Schönherrs Erben zurückübertragen. Bis zu diesem Zeitpunkt war dort die Werft „PGH Müggelspree“ bzw. der „VEB Müggelspree“ ansässig. Das Grünauer Gelände wurde nach der Rückübertragung als Gewerbegebiet genutzt, während auf Schönherrs einstigem Betriebsgelände in Spandau nach dessen Tod Bootsliegeplätze und Winterquartiere für Boote vermietet wurden.